# Роздольский, Осип Иванович
Осип Иванович Роздольский (29 сентября 1872 — 27 февраля 1945) — украинский теолог, классический филолог и переводчик родом из Збаражчины (Галичина), отец Романа и брат Даниила Роздольского.

## Биография
Осип Роздольский — собиратель и исследователь украинской народной музыки, записал в 1900—1936 годах 3 тысячи народных песен с мелодиями, сотрудничал с Иваном Франко, Владимиром Гнатюком, Филаретом Колессой, Станиславом Людкевичем.
Роздольский учился в Государственной гимназии имени кронпринца Рудольфа в городе Броды, затем сам преподавал в гимназиях Коломыи, Перемышля и Львова. В львовской гимназии Роздольский преподавал древнегреческий и латынь, считается пионером-коллекционером и исследователем украинского быта. Он переводил классическую греческую литературу на украинский, а украинские произведения — на немецкий.
С 1930 года был действительным членом Научного общества имени Тараса Шевченко.
Собранные им материалы были опубликованы в «Этнографическом Сборнике» НОШ: «Галицко-русские народные сказки» (1895—1899), «Галицкие народные новеллы» (1900) и «Галицко-русские народные мелодии» (ч. 1—2, 1906—1907). Переводил «Евтифрона» Платона (1906) и другие произведения греческой литературы на украинский язык, а также новеллы и рассказы Василия Стефаника, Леся Мартовича, Степана Васильченко и драмы Леси Украинки на немецкий и польский языки.
Осип Роздольский был женат на Ольге Танчаковской, в 1898 году у них родился сын Роман, который впоследствии стал учёным-марксистом.